# Schuyler Limner

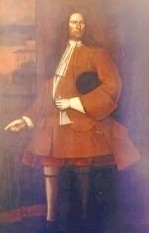
Schuyler Limner (Nehemiah Partridge?): Colonel Pieter Schuyler, um 1715/1717, Albany City Hall

Als  Schuyler Limner (oder Schuyler Painter) wird ein Porträtmaler bezeichnet, der zwischen 1715 und 1725 in der Region um New York in Neuengland tätig war. Der namentlich nicht bekannte Künstler erhielt seinen Notnamen nach seinem Porträt von Colonel Pieter Schuyler.

## Tätigkeit
Der Schuyler Limner gehört zur Gruppe der Limner, Wanderkünstler europäischen Ursprungs in der frühen Kolonialzeit. Er war vermutlich in der Gegend von Albany, Schenectady, Kingston und New York selbst tätig. Sein erstes bekanntes um 1715 entstandenes Bild stellt Colonel Pieter Schuyler dar, den ersten Bürgermeister von Albany. Er hat dann weitere Bilder von Mitgliedern der Familie Schuyler gemalt, was auf Förderung durch Colonel Pieter Schuyler hinweist.
Dem Schuyler Limner werden bis zu 43, manchmal sogar 80 Porträtbilder zugeschrieben; es ist jedoch umstritten, ob wirklich alle dieser Porträts von ihm stammen. Es wird vermutet, dass noch vier bis neun andere Maler in der Region zu seiner Zeit tätig waren.
Der Schuyler Limner könnte eventuell auch einige Porträts in der etwas weiter entfernten Kolonie Virginia gemalt haben.
Nach 1725 sind keine Bilder des Schuyler Limners mehr nachzuweisen.

## Malstil
Der Schuyler Limner gehört zu den schon in Neuengland geborenen Malern, er setzt die Tradition der autodidaktischen Limner der frühen Kolonialzeit fort. In seinen Bildern sind Elemente des flämischen Barock erkennbar. Er hat diese wahrscheinlich durch Kupferstiche der Maler Peter Paul Rubens, Anthonis van Dyck und Peter Lely kennengelernt, die aus den Niederlanden importiert wurden. Seine Bilder zeichnen sich durch starken Hell-Dunkel-Kontrast aus.

## Identifizierung
Es wird vorgeschlagen, dass es sich bei dem Schuyler Limner um Nehemiah Partridge handelt. Diese Identifizierung basiert auf Analysen der Porträts von Evert Wendell und dessen Frau, der Ursprung der Bilder und Bezug zu Partridge ist nachweisbar. Nehemiah Partridge wurde 1683 in Portsmouth, New Hampshire geboren und war als Händler in Farben, Kunsthandwerker und Maler tätig, bis er um 1737 verstarb.
Es vermutet, dass der Schuyler Limner und der bisher meist selbständig aufgeführte Aetatis Suae Limner identisch sind.

## Werke (Auswahl)
- Colonel Pieter Schuyler, (um 1715/1717), Albany City Hall
- Mr. Van Vechten, um 1719, National Gallery of Art, Washington, Inv. Nr. 1947.17.74
- Mr. Willson, um 1720, National Gallery of Art, Washington, Inv. Nr. 1957.11.9
- Portrait einer Dame (Tryntle Otlen Veeder?), ca. 1720/1725, Metropolitan Museum of Art, New York, Inv. Nr. 1977.135
- Gerrit Veeder, Munson-Williams-Proctor Institute, Utica, NY
- Governeur Richard Ward, Rhode Island, Redwood Library and Athenaeum, Newport
- Thomas Van Alstyne, 1721, New-York Historical Society, Inv. Nr. 1930.6 (heute als Werk von Nehemiah Partridge ausgewiesen)[11]
- Mrs. Thomas Van Alstyne, 1721, New-York Historical Society, Inv. Nr. 1930.7 (heute als Werk von Nehemiah Partridge ausgewiesen)[12]